# ساهة (حبيش)

تعديل مصدري - تعديل

ساهة محلة تابعة لقرية الحمراء، التابعة لعزلة الناحية بمديرية حبيش إحدى مديريات محافظة إب في الجمهورية اليمنية، بلغ تعداد سكانها 49 حسب تعداد اليمن لعام 2004.